# Valerie’s Garten
Valerie’s Garten war ein deutsches Frauentrio, das 1992 mit dem von Achim Oppermann komponierten Titel Nächstes Mal am Ende der Welt eine Hit-Single verbuchen konnte. Das Trio, welches aufgrund seines Musikstils oft als deutsches Pendant zu Wilson Phillips verstanden wurde, hatte auch diverse Auftritte im Fernsehen wie zum Beispiel der ZDF-Hitparade. Nach einigen weiteren Singles löste sich das Poptrio wegen mangelnden (kommerziellen) Erfolges auf.

## Werdegang
Leadsängerin Michaela Ahlrichs, die in den 1980er Jahren mit ihrer Band Karrens Key den Bundesrockpreis gewonnen hatte, begann nach der Auflösung von Valerie’s Garten eine Solokarriere unter ihrem verkürzten Namen „Ela“. Als „Michaela“ nahm sie an der deutschen Vorentscheidung zum Eurovision Song Contest 1997 teil. Sie verstarb am 24. August 2024. Ihre Mitstreiterinnen Doris Gellhaus und Stefanie Lügger veröffentlichten unter dem Namen The Geenies englischsprachige Popsongs.
Stefanie Lügger arbeitete nach mehreren anderen Projekten mit Ralf Bieler unter dem Namen Lillid zusammen und produzierte deutschsprachige Songs. Sie starb 2020.

## Diskografie

### Alben
- 1992: Valerie’s Garten
- 1993: Irgendwo Irgendwann

### Kompilationen
- 1995: Sanfte Gefühle

### Singles
| Jahr | Titel Album                                    | Höchstplatzierung, Gesamtwochen, AuszeichnungChartsChartplatzierungen (Jahr, Titel, Album, Platzierungen, Wochen, Auszeichnungen, Anmerkungen) | Anmerkungen |
| Jahr | Titel Album                                    | DE | Anmerkungen |
| ---- | ---------------------------------------------- | --- | ----------- |
| 1991 | Sanfte Gefühle Valerie’s Garten                | DE55 (10 Wo.)DE |             |
| 1992 | Nächstes mal am Ende der Welt Valerie’s Garten | DE52 (10 Wo.)DE |             |
| 1992 | Wenn du willst Valerie’s Garten                | DE56 (9 Wo.)DE |             |
| 1993 | Es geht mir gut Valerie’s Garten               | DE96 (2 Wo.)DE |             |
| 1993 | Irgendwo Irgendwann                            | DE55 (10 Wo.)DE |             |

Weitere Singles
- 1992: Tief im Traum
- 1992: Erdbeer’n zum Kaffee
- 1993: Piraten der Liebe
- 1993: Einmal sich wiederseh’n
- 1994: Antwort aller Fragen
- 1995: Reich aller Träume

## Auszeichnungen
- 1992: RSH-Gold in der Kategorie „Gruppe Regional“
- 1992: Goldene Stimmgabel